# Schwenninger Wild Wings
Les SERC Wild Wings sont un club professionnel allemand de hockey sur glace basé à Villingen-Schwenningen dans le Bade-Wurtemberg. L'équipe évolue en DEL, le plus haut niveau allemand.

## Historique
Le club est créé en 1904 sous le nom de SEC Schwenningen (Schwimm- und Eisclub Schwenningen). Il a changé plusieurs fois de nom :
- 1947 : VfL Schwenningen.
- 1950 : SERC 04 (Schwenninger Eis- und Rollsportclub 04).
- 1994 : SERC Wild Wings.

Dès 1933, Schwenningen participe au tour final du championnat d'Allemagne, mais le club doit attendre les années 1970 pour revenir au premier plan, après avoir arrêté ses activités entre 1960 et 1964. En 1977, Schwenningen est promu en Oberliga (troisième division), puis en 2. Bundesliga en 1979, et enfin en Bundesliga en 1981. Entre 1981 et 2003, Schwenningen participe au championnat de première division pendant 22 saisons consécutives.
En 2003, l'équipe est reléguée en 2. Bundesliga.

### Palmarès
- Vainqueur de la DEB-Pokal: 1988.